# Genre théâtral
 (mars 2021).
Si vous disposez d'ouvrages ou d'articles de référence ou si vous connaissez des sites web de qualité traitant du thème abordé ici, merci de compléter l'article en donnant les références utiles à sa vérifiabilité et en les liant à la section « Notes et références ».

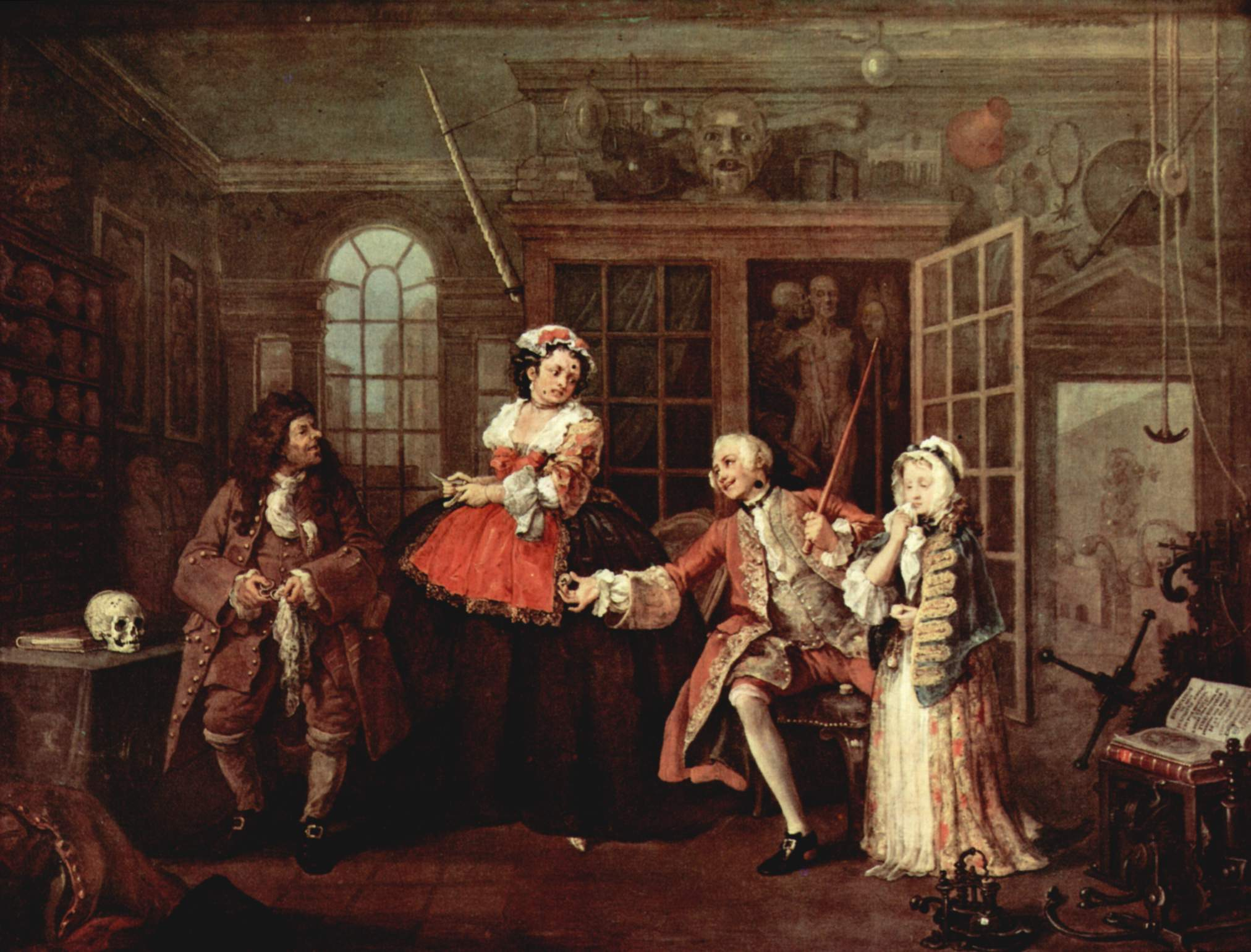
Un mariage à la mode : dans les vaudevilles, les personnages comme leurs mises en situation sont stéréotypées - représentation satirique sous forme de peinture rococo, de William Hogarth. Angleterre, années 1750.

Le genre théâtral classifie les spectacles qui se déroulent sur une scène en fonction du moyen utilisé par l'interprète : danse, parole, chant. En littérature, il classifie les œuvres en fonction de leur style et de leur appartenance à un mouvement littéraire. Il repose sur un principe de dialogue, en mettant en scène des personnages en situation de communication directe.

## Les différents genres théâtraux
- Le ballet
- La comédie
- La comédie ballet
- La comédie musicale
- La commedia dell'arte
- La danse-théâtre
- Le drame
- Le drame bourgeois
- La farce
- La féerie
- Le mélodrame
- Le mime
- Les mystères médiévaux
- Le one-man-show
- L'opéra
- L'opérette
- La pantomime
- La romance
- La sotie
- Le théâtre de boulevard
- La tragédie
- La tragédie lyrique
- La tragi-comédie
- Le théâtre de marionnettes
- Le théâtre de masques
- Le vaudeville
- Le théâtre d'improvisation
- Le théâtre de rue
- Le théâtre de l'Absurde

## En littérature

### Dans le théâtre classique
| Registres            | Origine des personnages       | Époque                                              | Exercice de la liberté | Ton de la pièce       | Dénouement | Réactions des spectateurs       | Exemple                             |
| -------------------- | ----------------------------- | --------------------------------------------------- | ---------------------- | --------------------- | ---------- | ------------------------------- | ----------------------------------- |
| Tragédie             | Noblesse                      | Antiquité gréco-romaine, mythologique ou historique | Fatalité               | Grave                 | Malheureux | Terreur et pitié                | Phèdre de Racine                    |
| Tragi-comédie        | Noblesse ou haute bourgeoisie | Antiquité et Moyen-Âge                              | Hasard, liberté        | Tendu                 | Heureux    | Sympathie                       | Le Cid de Corneille                 |
| Comédie d'intrigue   | Noblesse, bourgeoisie         | Contemporaine à celle de l'auteur                   | Obstacles individuels  | Enlevé ou tendu       | Heureux    | Sympathie                       | Les Fourberies de Scapin de Molière |
| Comédie de mœurs     | Bourgeoisie                   | Contemporaine à celle de l'auteur                   | Poids de la société    | Joyeux, parfois tendu | Heureux    | Moquerie envers les ridiculisés | Turcaret de Lesage                  |
| Comédie de caractère | Bourgeoisie                   | Contemporaine à celle de l'auteur                   | Emprise du caractère   | Joyeux, parfois tendu | Heureux    | Moquerie envers les ridiculisés | Le Misanthrope de Molière           |
| Farce                | Peuple                        | Contemporaine à celle de l'auteur                   | Obstacles légers       | Comique gestuel       | Heureux    | Moquerie envers les ridiculisés | Les Fourberies de Scapin de Molière |

### Les mouvements dramatiques
- L'Expressionnisme
- Le Futurisme
- Le Symbolisme
- Le Grand-Guignol
- Le Naturalisme
- Le New drama
- Le théâtre de l'absurde
- Le théâtre de l'opprimé
- Le théâtre classique
- Le Spiritualisme[réf. nécessaire]

### La Règle des trois Unités
Elle a été codifiée en 1636 par l'Académie Française, après les premières représentations du Cid par Corneille[réf. souhaitée]. Cette convention s'appuie sur le principe de vraisemblance selon lequel une pièce de théâtre doit, au maximum, imiter l'action réelle.
- L'unité de temps : une journée.
- L'unité d'action : une seule action est possible si elle se passe pendant le cours d'une journée.
- L'unité d'espace : le lieu où toutes les personnes doivent pouvoir se rencontrer dans une journée est souvent une « antichambre » ou un vestibule.